# Bastiano da Sangallo

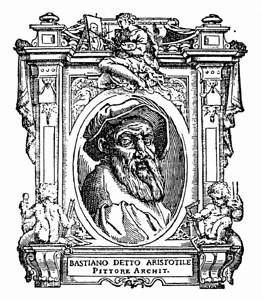
Bastiano da Sangallo en Le Vite, de Giorgio Vasari.

Bastiano da Sangallo (1481 – 31 de mayo de 1551), arquitecto, escenógrafo y pintor italiano.
Sobrino de los hermanos Giuliano y Antonio da Sangallo, fue protagonista del teatro renacentista. 
Como pintor, fue alumno de Pietro Perugino y luego de Miguel Ángel, del cual hizo, según Giorgio Vasari, una pequeña copia de los cartones de La batalla de Cascina (1506).
Después de haber desempeñado una primera actividad en Roma, se trasladó a Florencia, donde en 1525 preparó con Andrea del Sarto la puesta en escena de La Mandrágora de Nicolás Maquiavelo. El año siguiente preparó, esta vez en solitario, otra obra de Maquiavelo, La Clizia.
En 1536 se hizo cargo del montaje del Aridosia de Lorenzino de Medici.
En 1539 construyó un aparato teatral para festejar con suntuosos espectáculos en el patio del Palacio Medici Riccardi el matrimonio entre Cosme I de Médici y Leonor de Toledo.
La actividad de Bastiano da Sangallo fue una gran contribución, desde el punto de vista de la elaboración escenográfica, al redescubrimiento renacentista del teatro clásico.
Fue apodado Aristóteles por su carácter serio y meditabundo.